# Chactopsis
Genre
Chactopsis est un genre de scorpions de la famille des Chactidae.

## Distribution
Les espèces de ce genre se rencontrent au Brésil, au Venezuela et au Pérou.

## Liste des espèces
Selon The Scorpion Files (25/05/2020) :
- Chactopsis amazonica Lourenço & Francke, 1986
- Chactopsis barajuri González-Sponga, 1982
- Chactopsis buhrnheimi Lourenço, 2003
- Chactopsis chullachaqui Ochoa, Rojas-Runjaic, Pinto-da-Rocha & Prendini, 2013
- Chactopsis curupira Ochoa, Rojas-Runjaic, Pinto-da-Rocha & Prendini, 2013
- Chactopsis insignis Kraepelin, 1912
- Chactopsis siapaensis González-Sponga, 1991
- Chactopsis sujirima González-Sponga, 1982

## Systématique et taxinomie
Ce genre est placé dans les Chactidae par Lourenço en 2003 tandis que Soleglad et Sissom en 2001 le plaçait dans les Euscorpiidae. Il a été révisé par Ochoa, Rojas-Runjaic, Pinto-da-Rocha et Prendini en 2013.

## Publication originale
- Kraepelin, 1912 : Neue Beiträge zur Systematik der Gliederspinnen. II. Chactinae (Scorpiones). Mitteilungen aus dem Naturhistorischen Museum (2. Beiheft zum Jahrbuch der Hamburgischen Wissenschaftlichen Anstalten), vol. 29, no 2, p. 43-88 (texte intégral).